# Cystidicoloides tenuissima
Cystidicoloides tenuissima là một loài giun tròn trong bộ Spirurida và họ Cystidicolidae. Chúng là một loài ký sinh trên các loài của bộ cá hồi sống ở bán cầu bắc và có vật chủ thay thế là các loài phù du.

## Sinh thái học
Cystidicoloides tenuissima trưởng thành được tìm thấy trong dạ dày của cá hồi. Các loài cá, chủ yếu là cá hồi, bị kí sinh bằng cách ăn các loài phù du, vật chủ thay thế của ký sinh trùng. Ở sông Swincombe của Anh, loài phù du duy nhất mà ký sinh trùng phát triển là Leptophlebia marginata. Ở Tiệp Khắc là thiếu trùng của loài Ephemera danica, Habrophlebia lauta và Habrophlebiodes modesta có khả năng là trung gian truyền bệnh và loài ký sinh vẫn còn có thể được tìm thấy trong cả giai đoạn trưởng thành của loài phù du. Trong quá trình thực nghiệm lây nhiễm cho loài Barbatula barbatula, một loài cá thuộc họ Cá bám đá, các loài giun tròn ký sinh không có khả năng phát triển vượt quá giai đoạn ấu trùng tuổi bốn.
C. tenuissima là một loại ký sinh trùng hàng năm của các loài cá. Mức độ trưởng thành của loài này có tương quan với nhiệt độ của nước. Giun trưởng thành đẻ trứng vào mùa hè và mùa thu sau đó chui ra khỏi cơ thể cá (vật chủ). Trứng của chúng là một phần trong chuỗi thức ăn của nhiều loài thủy sinh không xương sống. Tuy nhiên, chúng chỉ gián tiếp trở thành thức ăn khi bị nuốt bởi thiếu trùng của các loài phù du để có thể tiếp tục vòng đời. Những con giun non sống trong các khoang cơ thể của các thiếu trùng sẽ sớm lây nhiễm sang cá. Cá ăn tương đối ít các loài phù du vào giai đoạn đầu của mùa hè nhưng sẽ ngày càng tiêu thụ nhiều hơn khi các thiếu trùng phù du phát triển lớn hơn vào mùa thu và mùa đông. Tỷ lệ cao nhất của ký sinh trùng trong cá là vào mùa xuân. Sau đó, tỷ lệ ký sinh trùng nhanh chóng giảm xuống, đây là thời kỳ giun trưởng thành đẻ trứng và kết thúc vòng đời.